# Roel D'Haese
Pour les articles homonymes, voir Haese.

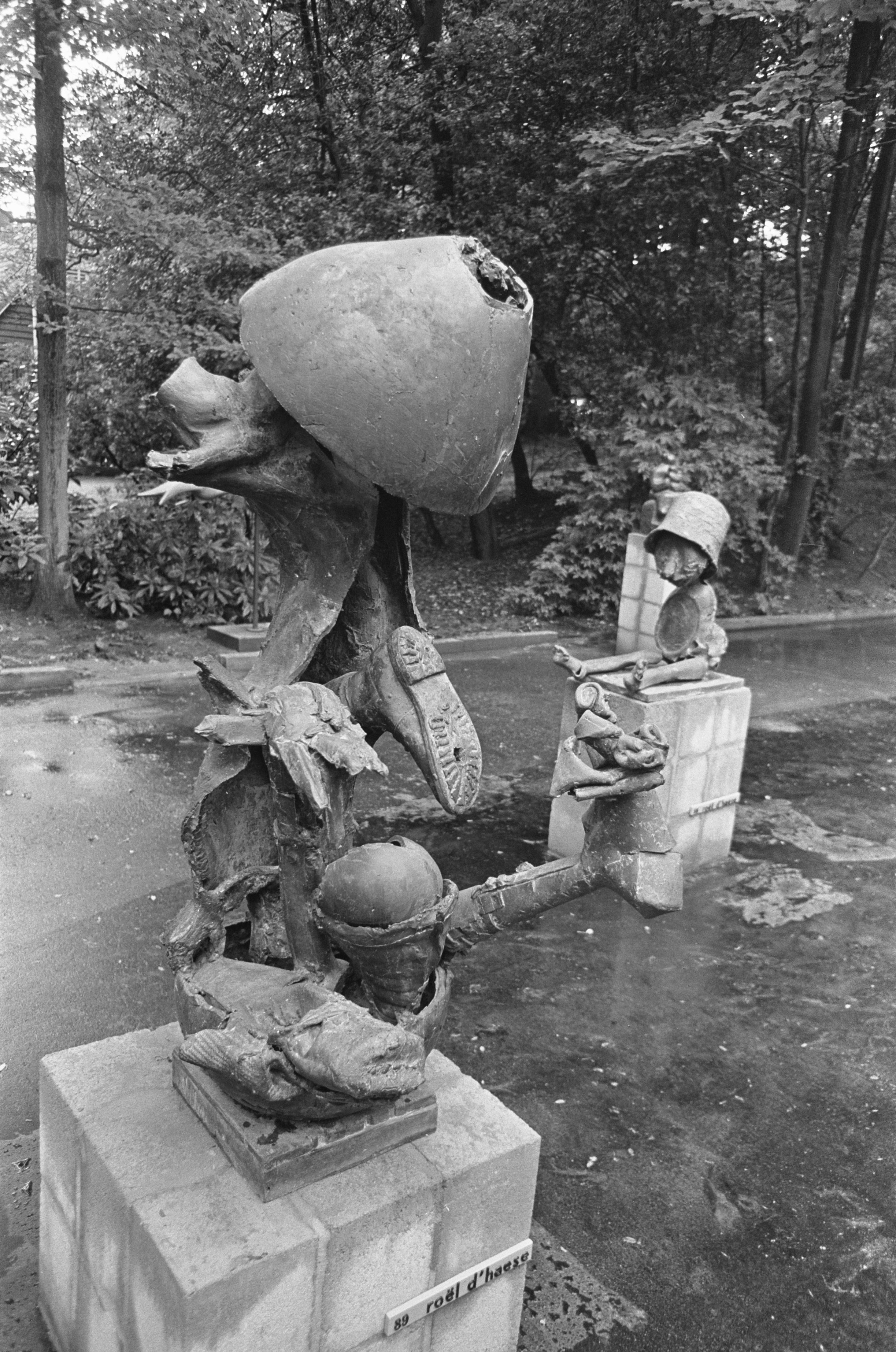
Lumumba par D'Haese (Sonsbeek 1966)

Roel D'Haese, né à Grammont (Belgique) le 26 octobre 1921 et mort à Bruges (Belgique) le 18 mai 1996, est un sculpteur et artiste graphique belge.
Il est considéré comme le plus célèbre sculpteur surréaliste flamand. 

## Biographie
Roël d'Haese est né à Grammont (Belgique), le 26 octobre 1921. Après avoir suivi les cours de l'Académie d'Alost (Belgique) en dessin et modelage en 1932, il quitte l'école et s'embauche chez un forgeron en 1935, puis chez un sculpteur sur bois.  
Il étudie à l'École nationale supérieure d'Architecture et des Arts décoratifs à Bruxelles de 1938 à 1942 et réalise sa première exposition personnelle à Bruxelles (Galerie Lou Cousyn) en 1949.
Roël d'Haese utilise la technique de fonte « à cire perdue », en 1957. Le prix de la critique belge le distingue en 1958 et 1959. Il remporte le Prix Picard et en 1960 et le Prix Robert Giron en 1976. 
Il a exposé à la galerie Claude Bernard en 1959, 1961, 1962, 1968 et 1970.
Roel D'Haese était marié à la poétesse Chris Yperman (nl).
L'artiste est décédé en mai 1996, à Bruges.

## Filmographie
- 1971 : Mira de Fons Rademakers (comme acteur)

## Récompenses et distinctions
En 1954, il reçoit le Prix de la Jeune sculpture belge (Fondation René Lust). 